# Basiliek van Onze-Lieve-Vrouw-ten-Hemelopneming (Zwolle)
Basiliek van Onze-Lieve-Vrouw-ten-Hemelopneming is een middeleeuwse kruiskerk aan de Ossenmarkt 40 in Zwolle. 
De basiliek is het Eucharistisch Centrum van de parochie Thomas a Kempis. 
De kerk was oorspronkelijk een kapel, ondergeschikt aan de Sint-Michaëlskerk, en heette toen Onze-Lieve-Vrouwekapel.

## Geschiedenis
Het gebouw kwam in vier fasen tot stand. Tijdens de eerste bouwfase van de kerk, die duurde van 1394 tot 1399, werd het koor gebouwd. Deze werd op 26 november 1399 ingezegend. Hierna werden het transept en de eerste oostelijke travee van het schip gebouwd, hetgeen in 1417 werd voltooid. In 1454 was het schip gereed. Van 1463 tot 1482 volgde de eerste fase van de toren. Deze werd in 1540 voorzien van een lantaarn, zonder bekroning. Het duurde tot 1727 voordat er een uivormige kap op werd gezet. Op 11 januari 1815 raakte de toren in brand door blikseminslag. Door geldgebrek duurde het tot 1828 dat de toren gerepareerd werd, met een koperen koepeldak. Deze bekroning gaf de Onze Lieve Vrouwentoren de bijnaam Peperbus. Architect Herman Klinkert voerde de restauratie uit. 
Tussen 1580 en 1810 is de basiliek voor allerlei niet-kerkelijke doeleinden gebruikt. In 1809 werd de kerk aan de rooms-katholieken gegeven, die het gebouw na de nodige reparaties en aanpassingen in 1811 weer in gebruik namen. De kerk kreeg een neo-classisistische inrichting. Onder leiding van mgr. Otto Spitzen werd in 1871 de kerk met processiegangen uitgebreid. In de jaren daarna volgde een neogotische inrichting. Het atelier van Friedrich Mengelberg uit Utrecht verzorgde de inrichting met een ciborium en drie altaren. Een apostelbalk met calvariegroep scheidt koor en schip. De gewelven werden beschilderd met de Arma Christi, de zeven martelwerktuigen waarmee Christus werd gepijnigd. In 1896 bouwde Michaël Maarschalkerweerd een groot orgel in de reeds bestaande orgelkas. Bij de restauratie van 1975-1981 werden de processiegangen weer verwijderd en kreeg de kerk haar zuivere kruisvorm weer terug.
Paus Johannes Paulus II verleende op 18 oktober 1999, bij het 600-jarig bestaan, de eretitel van basiliek.
Op het Hoogfeest van Maria ten Hemelopneming (15 augustus) wordt het zilveren beeld van Maria met kind, een beeld uit het atelier van Hellner, in processie rond de kerk gedragen voor aanvang van de plechtige eucharistieviering.

## Bezienswaardigheden
Sinds Pinksteren 2006 worden hier de resten bewaard van Thomas a Kempis. Deze lagen oorspronkelijk begraven op Begraafplaats Bergklooster, daarna werden ze bewaard in de Sint-Michaelskerk die in 2005 haar deuren sloot.

Ook wordt hier een beeld van Sint-Michaël bewaard, de schutspatroon van de stad Zwolle. Dit is afkomstig van de voormalige Diezerpoort.

## Fotogalerij

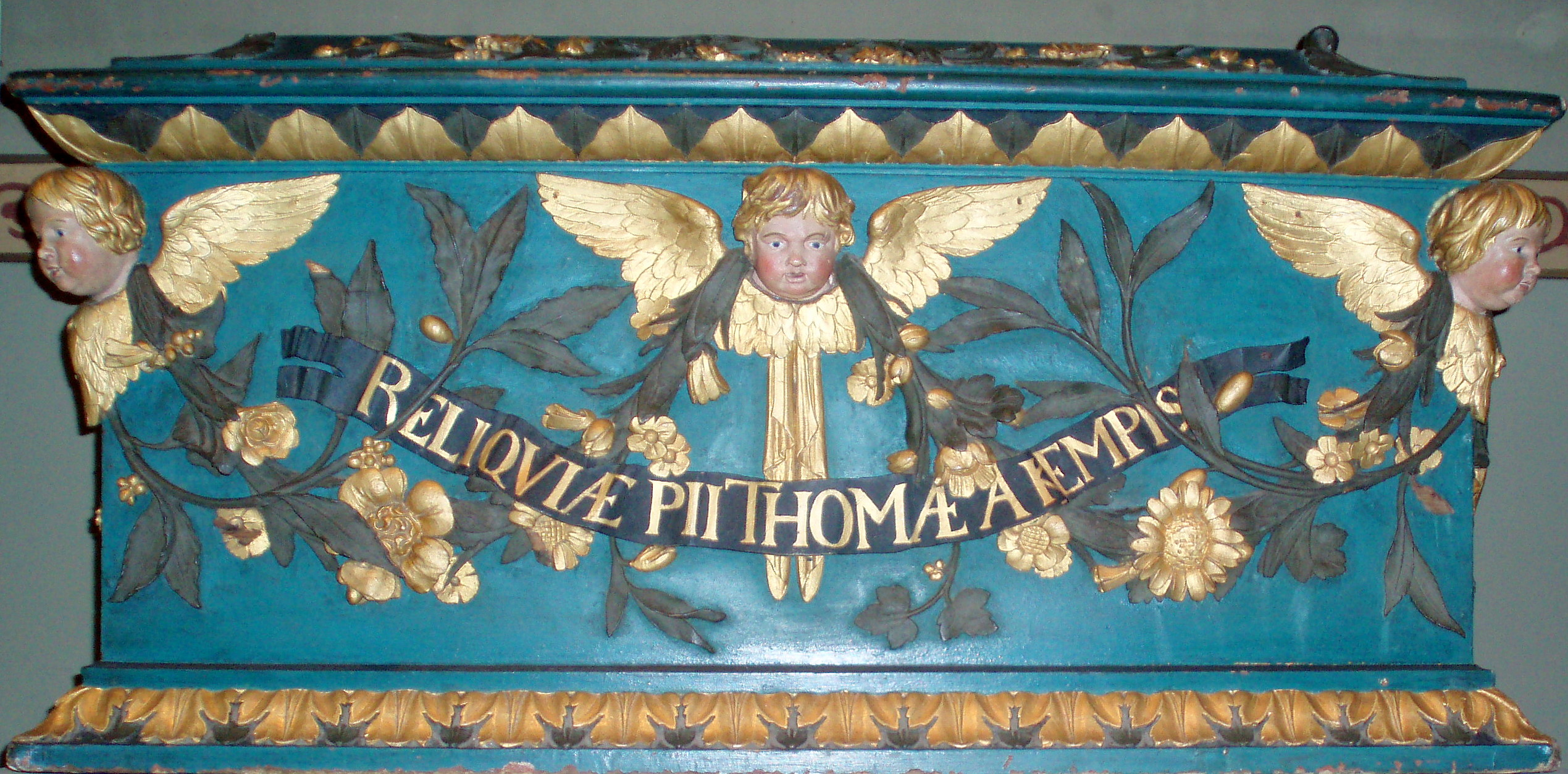
Schrijn van Thomas a Kempis
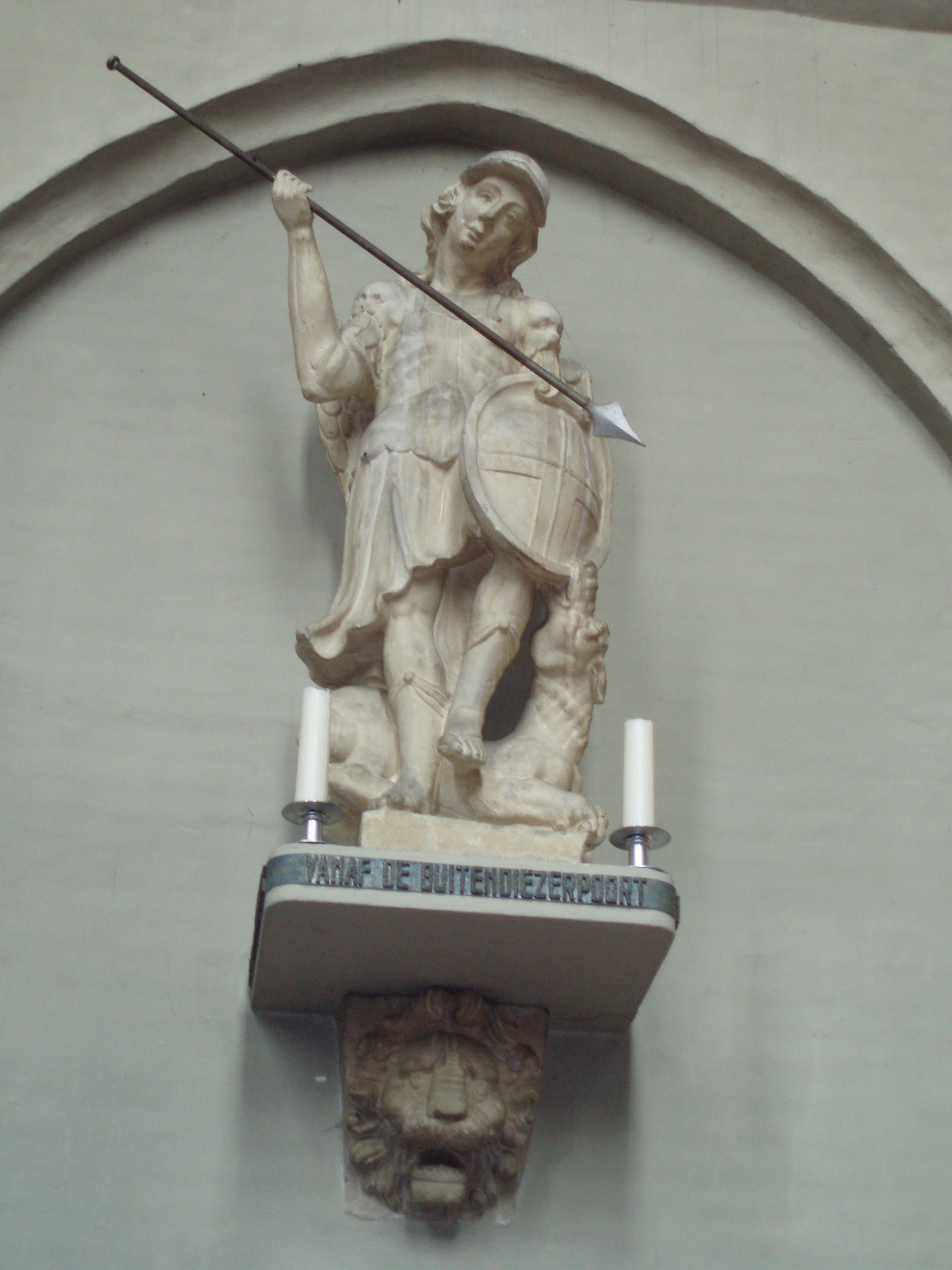
Beeld van Sint-Michaël
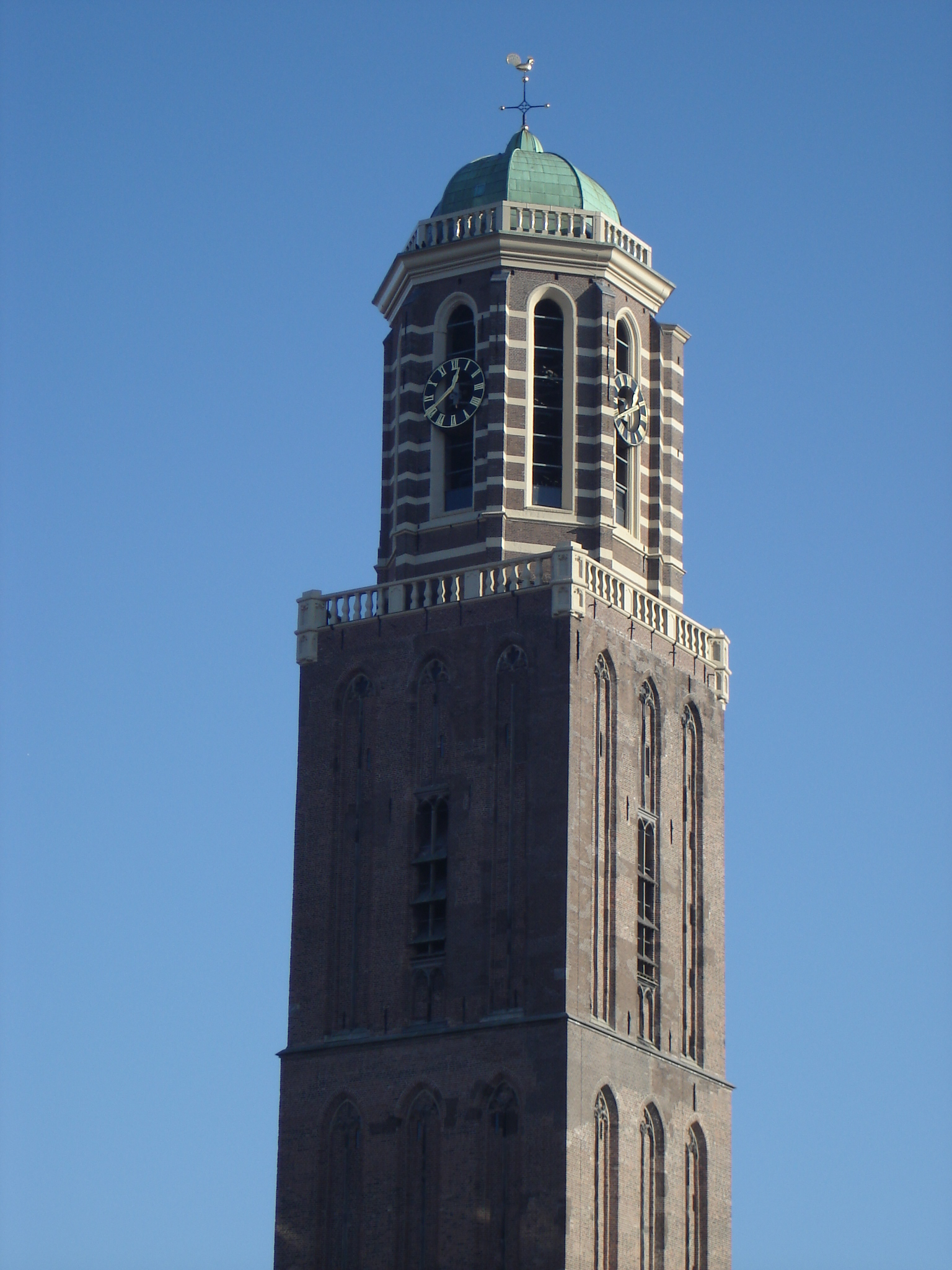
De toren van de basiliek
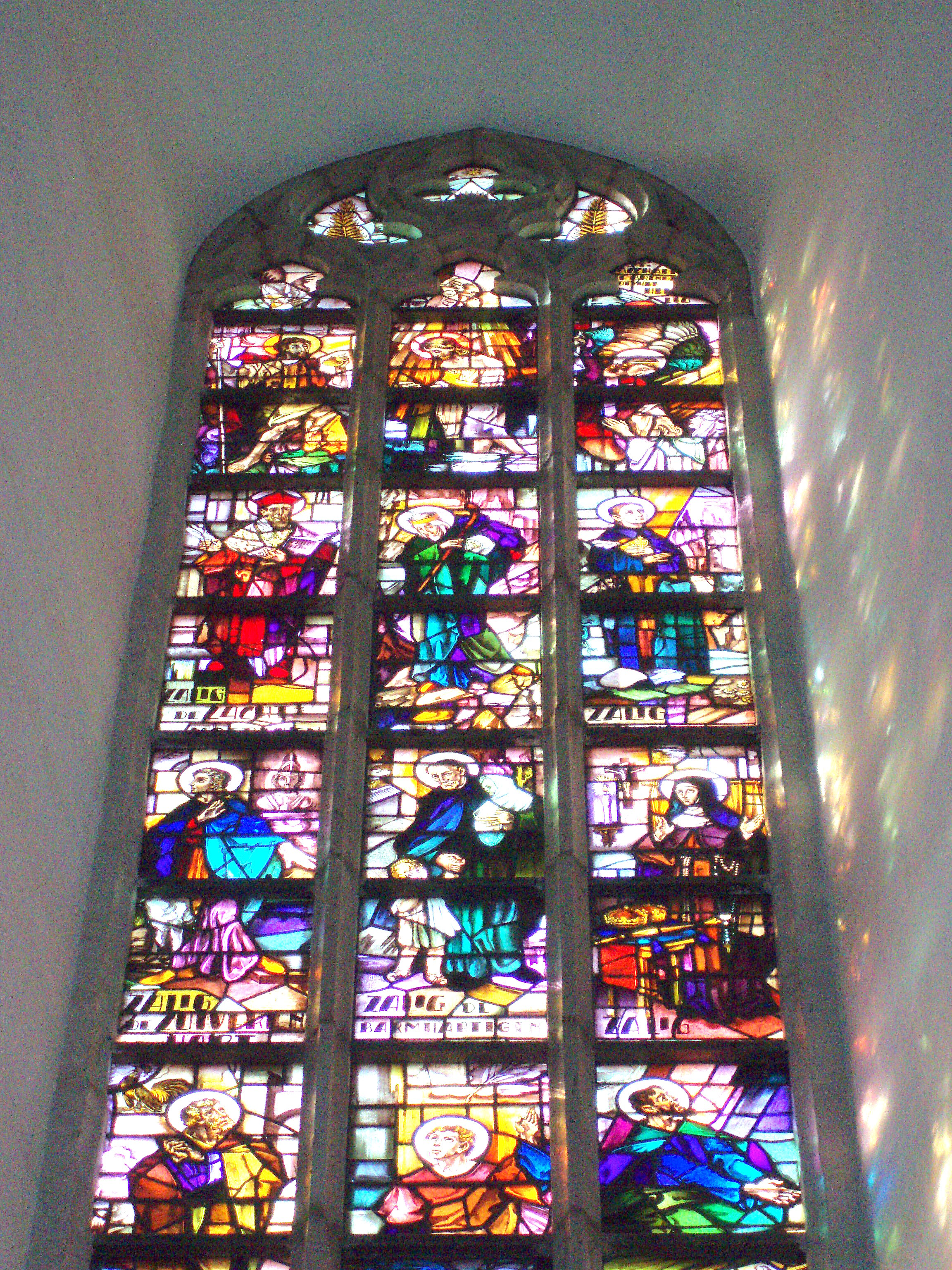
Glas-in-loodraam boven de ingang
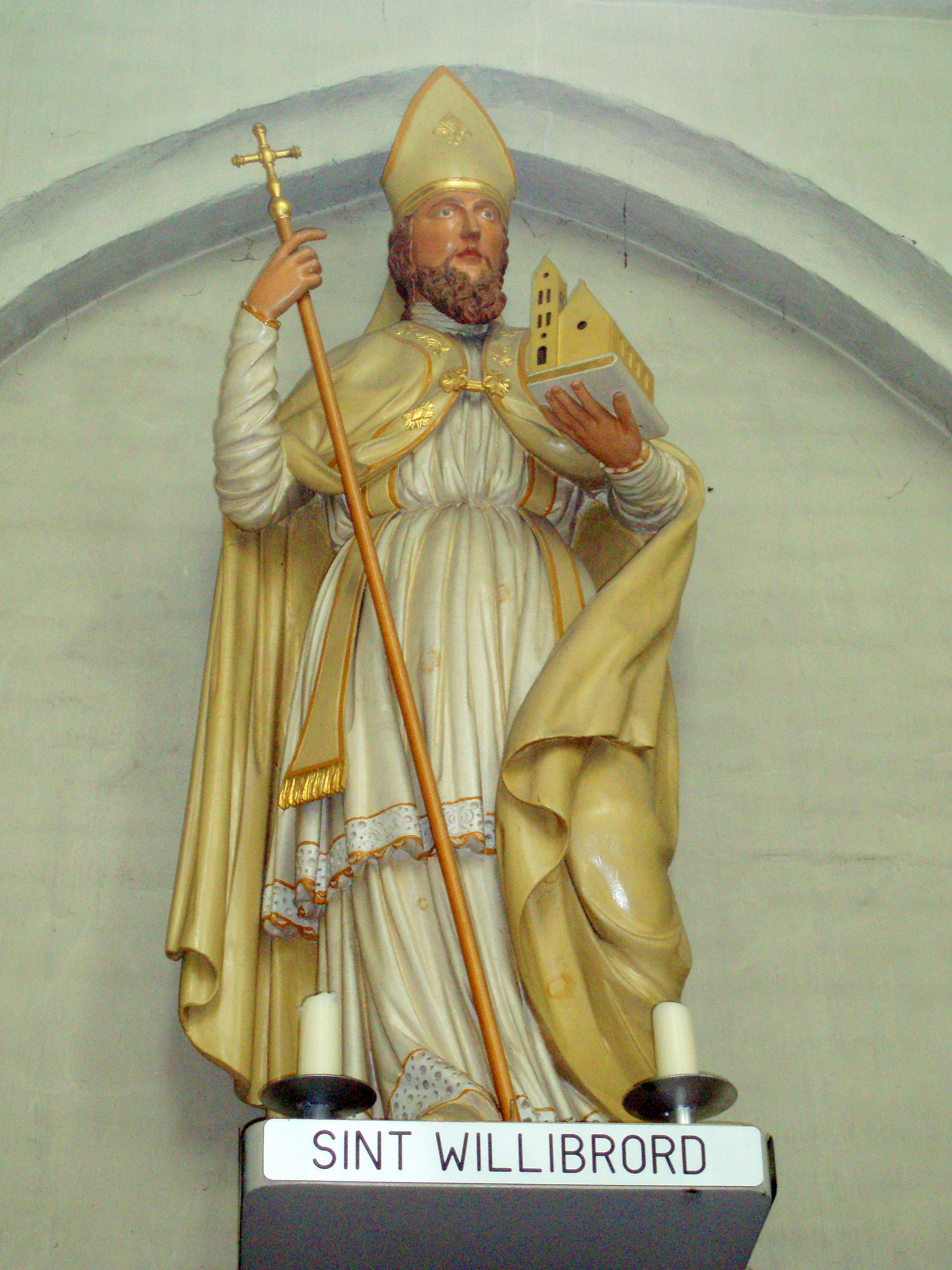
Beeld van Sint-Willibrord
Wapen van de basiliek

Sint-Georgiusbasiliek (Almelo) · Co-kathedrale basiliek van de Heilige Nicolaas (Amsterdam) · Sint-Franciscusbasiliek (Bolsward) · Sint-Petrusbasiliek (Boxmeer) · Sint-Petrusbasiliek (Boxtel) · Sint-Janskathedraal (Den Bosch) · Sint-Calixtusbasiliek (Groenlo) · Kathedrale basiliek Sint Bavo (Haarlem) · Sint-Lambertusbasiliek (Hengelo Ov) · Sint-Willibrordusbasiliek (Hulst) · Sint-Nicolaasbasiliek (IJsselstein) · Sint-Jansbasiliek (Laren NH) · Onze-Lieve-Vrouwebasiliek (Maastricht) · Sint-Servaasbasiliek (Maastricht) · Basiliek van het H. Sacrament (Meerssen) · Sint-Petrusbasiliek (Oirschot) · Sint-Plechelmusbasiliek (Oldenzaal) · Sint-Jansbasiliek (Oosterhout NB) · Basiliek van de H.H. Agatha en Barbara (Oudenbosch) · Basiliek van de Heilige Kruisverheffing (Raalte) · Sint-Liduinabasiliek (Schiedam) · Basiliek van de H.H. Wiro, Plechelmus en Otgerus (Sint Odiliënberg)  · Basiliek van Onze-Lieve-Vrouw van het Heilig Hart (Sittard) · Sint-Amelbergabasiliek (Susteren) · Sint-Pancratiusbasiliek (Tubbergen) · Sint-Martinusbasiliek (Venlo) · Basiliek van Onze-Lieve-Vrouw-ten-Hemelopneming (Zwolle)